# Mochtín

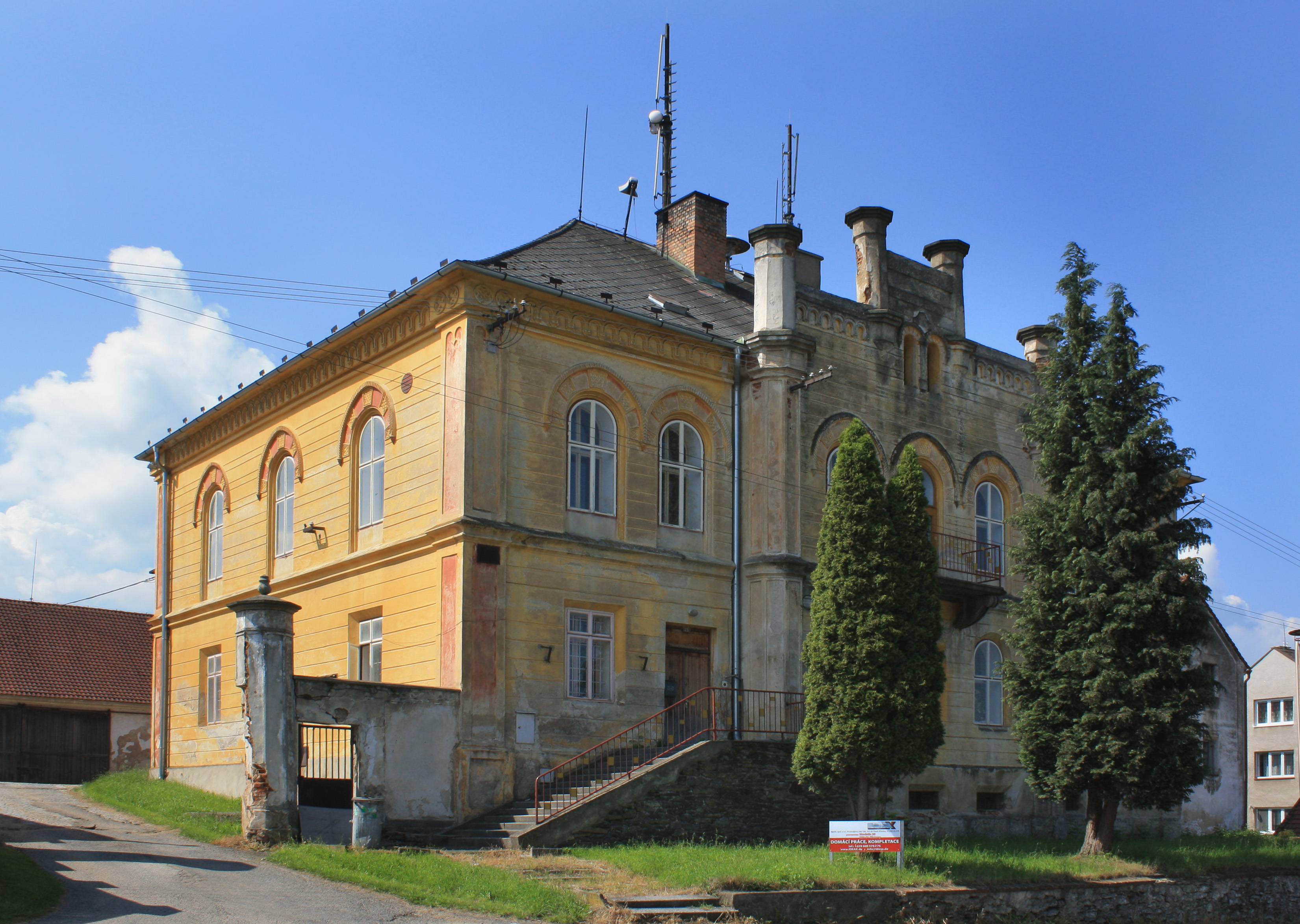
Schloss Mochtín

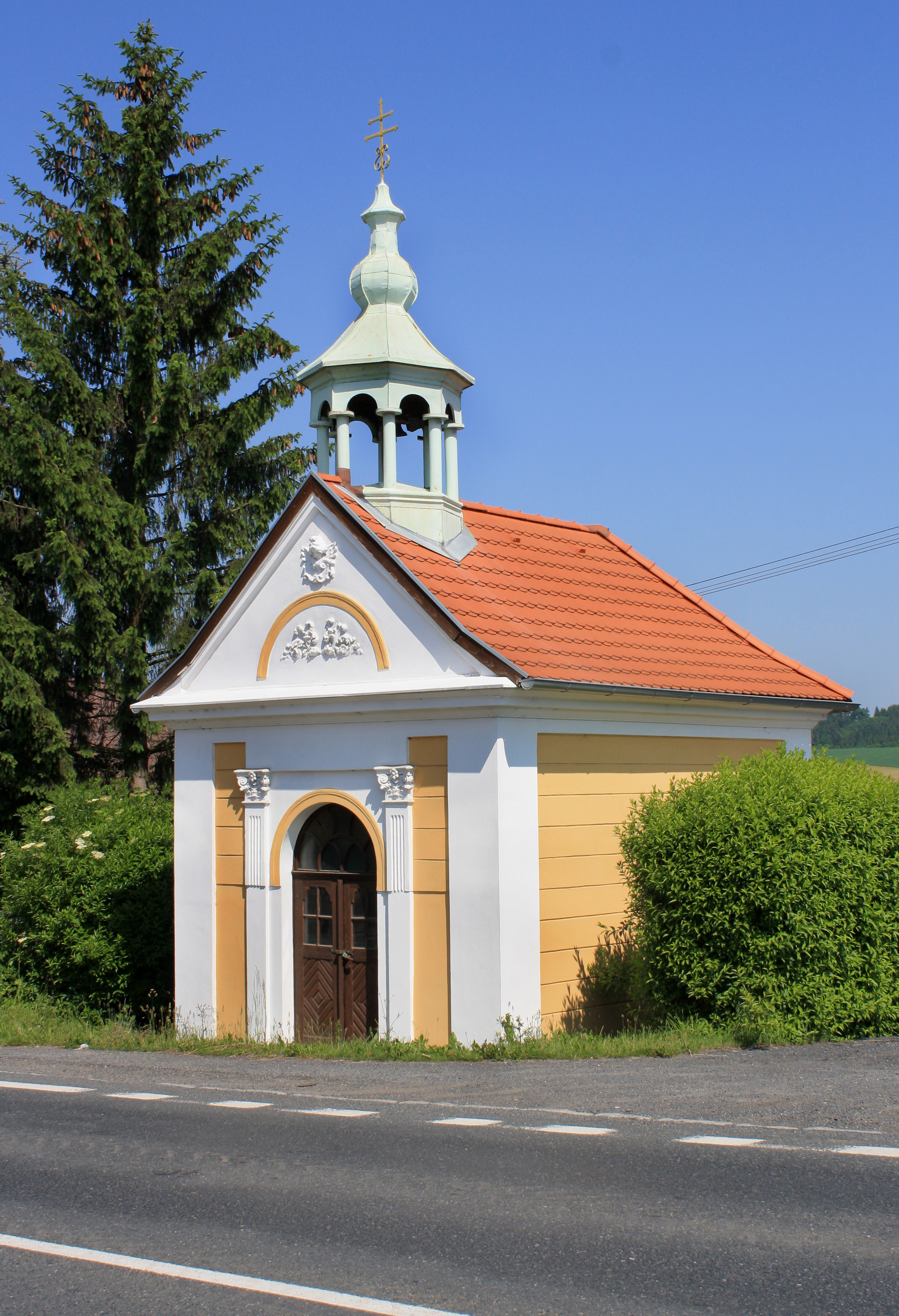
Kapelle in Mochtín

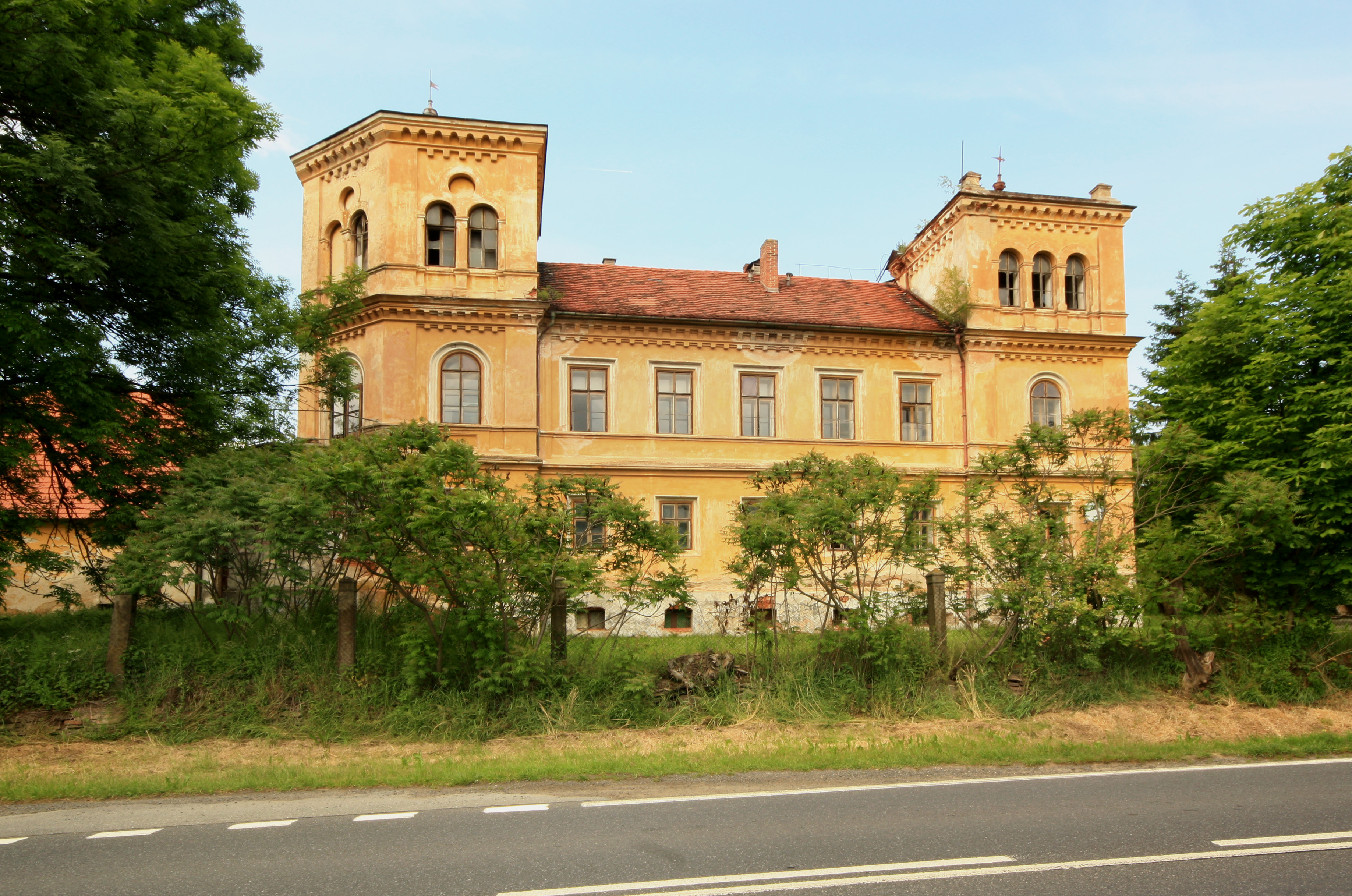
Schloss Nový Čestín

Mochtín (deutsch Mochtin) ist eine Gemeinde in Tschechien. Sie liegt sieben Kilometer südöstlich von Klatovy und gehört zum Okres Klatovy.

## Geographie
Mochtín befindet sich am Übergang der Nepomucká vrchovina (Nepomuker Bergland) zur Strážovská vrchovina (Drosauer Bergland). Das Dorf liegt an der Einmündung des Baches Bystrý potok in den Mochtínský potok. Nordöstlich erhebt sich der Barák (706 m), im Osten die Rovná (724 m), südöstlich der Chlumec (536 m), der Smetanec (690 m), die Boušový (700 m), die Drkolná (729 m) und die Kovářská (706 m), im Süden die Na Skále (716 m) und die Boudovka (729 m), südwestlich der Háj (587 m) und der Červ (609 m), im Westen der Nedbalík (470 m), die Lipka (554 m) und der Holý vrch (545 m) sowie nordwestlich die Petrovka (482 m). Durch Mochtín verläuft die Staatsstraße I/22 zwischen Klatovy und Horažďovice.
Nachbarorte sind Kosmáčov, Cihelna, Činovec, Kydliny und Hoštice im Norden, Hoštičky, Chuchle und Habartice im Nordosten, Nový Čestín und Kocourov im Osten, Lhůta, Číhaň, Nový Dvůr und Lukoviště im Südosten, Těšetiny, Těšetinský Mlýn, U Pily, Chlistov und Dobrá Voda im Süden, Střeziměř, Křištín, U Ublů und Srbice im Südwesten, Vrhaveč, Hejno, Újezdec, Loreta und Lomec im Westen sowie Luby, U Mlýna, Sobětice und Lažánky im Nordwesten.

## Geschichte
Erstmals erwähnt wurde Mochtina 1398, als Břeněk vom Fels und Schwihau das Gut an Půta von Dolany verkaufte. Im Jahre 1403 wurde der Ort als Mochtyno bezeichnet. Während der Hussitenkriege kam es bei Mochtín Anfang September 1426 zu einem blutigen Gefecht zwischen den Aufständischen unter Protiva von Tešetín und kaiserlichen Truppen, die danach gegen die hussitische Stadt Klattau zogen, wo am 11. September 1426 die Schlacht bei Klattau stattfand. Im 16. Jahrhundert erwarb Wolf Sedlecký von Újezdec das Gut Mochtín und schloss es an sein Gut Měcholupy an. 1544 wurde Margarethe Pflugk von Rabenstein in der Landtafel die Vormundschaft über die Kinder von Wolf Sedlecký von Újezdec und die Verwaltung seiner Güter übertragen.
Nachfolgender Besitzer war sein Sohn Adam Sedlecký von Újezdec. Im 17. Jahrhundert wurde das Gut Mochtín an die Grafen Kolowrat-Krakowsky verkauft und mit der Herrschaft Teinitzl vereinigt. Bei der Einführung der Hausnummerierung bestand Mochtín um 1780 aus 31 Häusern. Am 30. März 1804 gründete der ehemalige preußische Rittmeister Wilhelm Günter aus Hildesheim in Mochtín die erste Zichorienfabrik in Böhmen; am 24. Juni 1805 wurde der Gesellschaftsvertrag für das Unternehmen Günter-Solnický-Thelm-Parvonič abgeschlossen. Im Jahre 1808 wurde der Abschnitt Mochtín–Horažďowitz der Aerarstraße von Taus über Klattau nach Wittingau fertiggestellt. Bis zur Mitte des 19. Jahrhunderts blieb Mochtín nach Teinitzl untertänig.
Nach der Aufhebung der Patrimonialherrschaften bildete Mochtín/Mochtin ab 1850 mit den Ortsteilen Lhůta und Těšetiny eine Gemeinde im Gerichtsbezirk Klattau. Um 1860 kaufte Rudolf Johann Ernst Graf von Meraviglia-Crivelli das Gut Mochtín und verband es mit seinem Gut Nový Čestín. Ab 1868 gehörte Mochtín zum Bezirk Klattau. Zu dieser Zeit wurde die Produktion der Zichorienfabrik auch auf Kaffeeersatz aus Zuckerrüben und Mais erweitert; die Einführung eines Feigenkaffees wurde zum Erfolg, er wurde 1873 und 1874 auf Ausstellungen prämiert. 1892 wurde die Zichorienkaffeeproduktion von Mochtín nach Klatovy verlagert. Die Ortsteile Lhůta und Těšetiny lösten sich 1908 von Mochtín los und bildeten die Gemeinde Těšetiny, die 1930 in die Gemeinden Lhůta und Těšetiny zerfiel. Die Güntersche Zichorienmühle wurde 1912 zu einer genossenschaftlichen Brennerei zur Produktion von Alkohol aus Kartoffeln umgebaut. 1924 wurde ein Postamt eröffnet. Im Jahre 1930 gab es in Mochtín 51 landwirtschaftliche Betrieb, die insgesamt 508,19 ha Land bewirtschafteten. Die Elektrifizierung von Mochtín wurde im Januar 1930 abgeschlossen. Ab 1948 wurde in Mochtín unter den Markennamen MILI, Bajo, Verena, Ideál und Mandlová káva wieder Kaffee und Zichorienkaffee produziert. 1949 wurde in Mochtín ein Kino eröffnet, es bestand bis 1960. Die Brennerei wurde 1952 verstaatlicht und 1956 stillgelegt. Im Jahre 1961 wurde Srbice eingemeindet.
Am 1. Juli 1975 erfolgte die Eingemeindung von Hoštice (mit Hoštičky), Újezdec und Těšetiny. Am 1. Januar 1980 wurde noch Kocourov (mit Bystré, Lhůta und Nový Čestín) eingemeindet.

## Gemeindegliederung
Die Gemeinde Mochtín besteht aus den Ortsteilen Bystré (Bistrei, früher Bistry), Hoštice (Groß Hoschtitz), Hoštičky (Klein Hoschtitz), Kocourov (Kotzaurow, früher Kozaurow), Lhůta (Lhuta), Mochtín (Mochtin), Nový Čestín (Neu Tschestin, früher Neu Čestin), Srbice (Sirbitz, früher Srbitz), Těšetiny (Tieschetin) und Újezdec (Aujestel, früher Augezdl). Zu Mochtín gehören außerdem die Weiler Na Petrovce und U Pily und die Einschichten Mochtínský Mlýn, Těšetinský Mlýn, U Kolníčků (Kozmacky) und U Ublů.
Das Gemeindegebiet gliedert sich in die Katastralbezirke Bystré u Klatov, Hoštice u Mochtína, Kocourov, Lhůta u Klatov, Mochtín, Srbice u Mochtína, Těšetiny und Újezdec u Mochtína.

## Sehenswürdigkeiten
- Schloss Mochtín, errichtet um 1868 für Rudolf Johann Ernst Graf von Meraviglia-Crivelli, es befindet sich heute in Privatbesitz und ist nicht zugänglich.
- Kapelle, gegenüber dem Schloss in Mochtín
- Schloss Nový Čestín, das vor 1655 errichtete Bauwerk wurde zwischen 1878 und 1891 für Rudolf Johann Ernst Graf von Meraviglia-Crivelli im neogotischen Stil umgebaut. Das baufällige Schloss steht derzeit zum Verkauf. Der ehemalige Schlosspark wird ebenfalls in zwei Teilen als Bauland feilgeboten[6]
- Messkapelle der hl. Dreifaltigkeit in Nový Čestín
- Feste Srbice